# しとうきねお
しとう きねお（本名：紫藤 甲子男〔読みは同じ〕、1936年 - 2005年5月）は、日本の漫画家、パズル作家、ライター。
本名名義のほか、姓名の間に中黒を入れた「しとう・きねお」の表記でも活動した。

## 略歴
東京府東京市向島区（現在の東京都墨田区）出身。早稲田大学商学部在学中の1956年、創設されたばかりの早稲田大学漫画研究会に入部し、園山俊二、東海林さだお、福地泡介らと活動する。同人文芸サークル「ワセダミステリクラブ」にも参加していた。
大学卒業後の1959年に広告代理店に入社。もとは園山に斡旋した就職先であったが、その園山が入社初日に辞職したため、「人身御供として」1年半勤務した。そのかたわら、『週刊サンケイ』へのカットイラスト提供でプロデビュー。1966年12月に漫画集団に加入。漫画の画風は、細い線を用い、見開きの遠景のアングルでデフォルメされた多数の人間を書き込むという特異なものだった。しとうの風刺漫画について佐藤忠男は「時事的なニュースとは別に、その時の政治的状況に対する作者の情念をストレートにぶつけてゆくもの」と評した。
独立後の1960年代に水野良太郎、伊藤典夫、豊田有恒、広瀬正、小鷹信光、テディ片岡（片岡義男）などとのユニット「パロディ・ギャング」を結成。しとう自身は「写真パロディ」と称するコラージュ作品を各雑誌に連載して活動した。また、パズル作家としても活動し、1981年から1995年にかけて毎日中学生新聞でオリジナルのパズルと読者投稿欄からなるページの構成を長年担当して、同紙の名物コーナーとなった。1988年ごろの毎日新聞のインタビューに対し、しとうは「僕は漫画家じゃなくて、パロディストです」と答えている。
晩年はオカルトに傾倒し、本名名義で終末論の予言に関する著書を出版した。2005年5月に死去していたことが、のちに夏目房之介によって明かされた。

## 主な作品

### 連載作品
- ベースボール・マンガジン（週刊ベースボール 1967年 - 1968年）
- 人間見本市（週刊漫画アクション 1968年 - 1970年）
- あなたもパズラー（毎日中学生新聞 1981年 - 1984年）
- パズラー学園（毎日中学生新聞 1984年 - 1995年）
- ニュースメーカーズ（週刊ポスト 1984年 - 1986年）

### 単行本

#### 漫画
しとうには、まとまった形で刊行され、かつ一般流通した漫画作品の単行本はない。筑摩書房『現代漫画』第1期刊行本のうち、14巻「漫画戦後史I 政治篇」（1970年）、15巻「漫画戦後史II 社会風俗篇」（1970年）にしとうの『人間見本市』などの雑誌連載作品が抄録されているほか、『マンモスと石と人間』が『「漫画讀本」傑作選』（文春文庫ビジュアル版 1989年）に所収されている。
- 日本の歴史 おお神様!（「紫藤甲子男」名義 私家版 1962年）
- 落城（「紫藤甲子男」名義 私家版 1965年）

#### パズル
- 絵? パズル（水野良太郎との共著 ベストセラーズ 1975年）
- エキサイティングパズル ハートに直撃!（日本文芸社 1985年）

#### その他
- 意地悪な本 あなたもやってみませんか!（テディ片岡との共著 ベストセラーズ 1968年）
  - 意地悪ポケット本 こんな楽しみ、やめられない（テディ片岡との共著 ベストセラーズワニ文庫 1984年）
- 盗用を禁ず 駄じゃれバカの本（テディ片岡との共著 ベストセラーズ 1973年）
- だじゃれ笑学校（テディ片岡との共著 ベストセラーズ 1975年）
- なにがなんでも目立つ本 恐怖の道化学入門!（夏目房之介との共著 徳間書店 1976年）
- ひまつぶし哄笑読本（夏目房之介との共著 ベストセラーズ 1978年）
- ヤハウエの巨大潮流預言 ラプチャー（空中携挙）と連星太陽の出現があらゆる予言の共通項だった!（「紫藤甲子男」名義 徳間書店 1992年）
- 2000年5月全世界は壊滅する!! 終末と神の国誕生の超預言（「紫藤甲子男」名義 たま出版 1995年）